# 新利尼亚
新利尼亚是巴西南大河州的一个市镇。总面积63.733平方公里，总人口1488人，人口密度23.3人/平方公里。